# Сурмачівка (Україна)
Сурмачі́вка — село в Україні, в Сумській області, Роменському районі. Населення становить 53 особи. Входить до складу Андріяшівської сільської громади. До 2020 орган місцевого самоврядування - Глинська сільська рада. 

## Географія
Село Сурмачівка розташоване на правому березі річки Сула, вище за течією на відстані 2 км — село Шумське, нижче за течією на відстані 1,5 км село Глинськ, на протилежному березі — село Перекопівка. 
Річка у цьому місці звивиста, утворює лимани та заболочені озера. Неподалік від села розташований ботанічний заказник «Сурмачівський».

## Історія
Село постраждало внаслідок геноциду українського народу, проведеного урядом СРСР 1923-1933 та 1946-1947 роках.

## Економіка
- Птахо-товарна ферма.